# Setge de Roses (1645)
El setge de Roses fou una operació militar de la Guerra dels Segadors mantinguda entre el 2 d'abril i el 29 de maig de 1645 per l'exèrcit de Lluís XIV, rei de França i comte de Barcelona, sobre la vila de Roses (Alt Empordà), fidel a Felip IV de Castella, que va acabar amb l'ocupació francesa de la plaça forta.

## Antecedents
Després del Corpus de Sang que inicià la Guerra dels Segadors o de Separació, el 7 de setembre de 1640 els delegats de la Generalitat de Catalunya negociaren a Ceret un pacte d'aliança (ratificat a Barcelona el 12 de desembre), pel qual el Regne de França de Lluís XIII i del Cardenal Richelieu comprometia el seu suport polític i militar a la secessió catalana de la Monarquia Hispànica de Felip IV de Castella, en forma de república lliure sota la protecció de la corona francesa.
L'ofensiva de l'exèrcit castellà, dirigida pel marquès de Los Vélez, nomenat virrei de Catalunya, que comptà amb la col·laboració de l'alta noblesa catalana, suposà l'ocupació de Tortosa (23 de setembre) i de Tarragona (24 de desembre), seguides d'una cruenta repressió. Davant l'alarmant aproximació de l'exèrcit castellà a Barcelona, Pau Claris, llavors al capdavant de la Generalitat, s'apressà a lliurar el finançament acordat a les forces franceses i proclamà una primera República Catalana (16 de gener de 1641), destinada a ser efímera a causa de l'èxit castellà a la batalla de Martorell (21 de gener). Essent l'interès de França el manteniment d'aquell nou front català en la Guerra dels Trenta Anys i l'annexió dels comtats de Rosselló i Cerdanya, forçà la renúncia a la república i el reconeixement de Lluís XIII com a comte de Barcelona i nou sobirà del Principat (23 de gener). Pocs dies després, l'ajuda francesa es feia efectiva, els castellans foren derrotats a les portes de Barcelona (batalla de Montjuïc, 26 de gener de 1641) i obligats a retirar-se a Tarragona, on foren assetjats per l'estol francès d'Henri d'Escoubleau i les tropes de terra de Philippe de La Mothe-Houdancourt. Tarragona, però, no va poder ser expugnada a causa del suport de l'estol de García Álvarez de Toledo als assetjats, que va aconseguir entrar provisions a la ciutat i fer fugir la flota francesa en el que es coneix com a segona batalla naval de Tarragona.
A partir del cap de pont de Tarragona, els castellans intentaren socórrer les forces que, tot i trobar-se aïllades, continuaven fidels a Felip IV a les places fortes del NE de Catalunya. El 23 de març de 1642 una columna de 4.500 homes sortí de Tarragona en direcció al Rosselló, però fou derrotada a mig camí (batalla de Montmeló) i a l'abril Cotlliure va caure en mans dels francesos. El 16 de maig els castellans van decidir evacuar els terços acampats prop de la important plaça forta de Roses i el duc de Florència va aconseguir embarcar-los en un estol de 33 galeres i 45 naus, però deixant-hi una guarnició de 2.000 homes que intentaria capturar Cadaqués sense èxit. Perpinyà, aïllada i sense esperança de socors, es va rendir el 8 de setembre i tot seguit ho feu el castell de Salses, de manera que els francesos van poder assegurar-se el control de tota Catalunya Nord i van donar per acabades les operacions principals al nord, mentre altres èxits a Vilafranca i a Lleida estabilitzaven la situació militar més al sud.
Els esdeveniments de l'any 1643 capgirarien el panorama. Desaparegueren els principals protagonistes del conflicte: moriren Pau Claris, Richelieu i Lluís XIII i Felip IV destituí el comte-duc d'Olivares. Mentrestant, la presència militar francesa a Catalunya, tan difícil de suportar com la castellana, cada vegada es manifestava més com una ocupació, d'altra banda farcida d'inconstitucionalitats, i començaren a sorgir complots que foren durament reprimits. A França, la minoria del nou i jove rei Lluís XIV i les revoltes que acabaren portant a la Guerra de la Fronda debilitaren el seu potencial militar, la qual cosa va permetre als castellans ocupar Lleida (2 d'agost de 1644) i controlar tot l'oest del Principat.
Aquests fracassos menaren a la destitució del virrei francès, Philippe de La Mothe-Houdancourt (desembre de 1644), que fou substituït per Enric de Lorena-Elbeuf. El 1645 el nou virrei es disposà a encapçalar una nova ofensiva general.

## L'exèrcit francès
A començaments de 1645 França tornà a enviar un exèrcit independent a Catalunya, per a conquerir Roses.
Era format dels regiments d'infanteria:
- Regiment Vaubecourt
- Regiment Lionnois
- Regiment Saint Paul (El MdC Saint Paul mort en l'assalt rebutjat de 26 abril)
- Regiment Tavannes
- Regiment Guienne
- Regiment Praromann (Suís aixecat el 1639)
- Batalló Català
- Regiment Merinville
- Regiment Navailles
- Regiment Chauset
- Regiment Normandie (regiment vingut d'Italia)
- Regiment Calvier (o Caluier la darrera r és dubtosa)
- Regiment Provence
- Regiment Gardes Suïsses (4 companyies)
- Regiment Vantadour
- Regiment Huxelles (o Uxelles)
- Regiment Sault

Cavalleria formada per Gendarmes i Chevaux-légers
- La Reine
- Schomberg
- Caderousse

Cavalleria lleugera
- Regiment Praslin
- Regiment Feuquières
- Regiment Boissac
- Regiment La Ferté
- Regiment Ferail o Terail (2 esc.) Le Ferron
- Regiment Gault
- Regiment Margarit (català 2 esc)

## El setge
La guarnició castellana de Roses, comandada pel governador de la plaça Diego Caballero, tot i trobar-se aïllada, efectuava incursions al territori altempordanès, com la que li permeté ocupar Palau-saverdera després de volar part de les torres del castell (juny de 1644). Aquestes incursions dificultaven el trànsit dels efectius francesos i, en conseqüència, es va decidir acabar amb l'amenaça i prendre aquella important fortalesa marítima.
El 2 d'abril de 1645, el mariscal comte Du Plessis-Praslin, al capdavant de 8.000 homes (600 dels quals de cavalleria), entre els quals hi havia regiments catalans, i amb el suport d'una flota de 40 veles (entre les quals 15 galeres), posà setge a la plaça, defensada llavors per no més de 1.300 homes (dels quals uns 200 eren mosqueters). Situà el seu exèrcit al llarg d'una línia que anava de l'ermita de Santa Margarida (a l'actual cruïlla de la carretera de Cadaqués) fins a l'antic castell de la Garriga i d'aquí fins a la muntanya N-NE, i foren construïdes rases i parapets per a les bateries. Els treballs del setge foren visitats pel virrei, comte d'Harcourt, i per Bernard Du Plessis-Besançon, agent de Mazzarino.
A mitjan mes d'abril un fort temporal de tramuntana els feu perdre dues galeres i altres embarcacions de transport de tropa a la badia de Roses. La pluja omplí les llacunes i els aiguamolls de la plana oest de la Ciutadella, des d'on s'havia decidit efectuar l'atac per trobar-se aquesta zona fora de l'abast de l'artilleria del castell de la Trinitat. Pocs dies després, arribaren reforços francesos, que desembarcaren i començaren a batre amb foc artiller la muralla d'aquella part.
Finalment, els francesos aconseguiren acostar-se al vall, que era ple d'aigua per aquella banda, i amb una barca que els feu de pont minaren la muralla per tres punts i hi obriren una bretxa per la qual penetrà una cinquantena d'homes, que després d'una lluita que es prolongà durant tota la tarda, s'apoderaren d'aquell sector de les defenses de la vila. L'endemà al matí, que era 29 de maig, el governador, sense esperança de rebre cap ajuda, lliurà la plaça. Una setmana més tard es rendí el castell de la Trinitat i la resta del sistema defensiu del nord del golf de Roses.

## Conseqüències
Amb la conquesta de Roses, la rereguarda francocatalana va quedar lliure de forces castellanes i el front de guerra es va estabilitzar durant molt de temps, amb combats aïllats a l'oest i al sud del Principat (ocupació de Tortosa, 1648-1650), fins a les campanyes castellanes que, amb creixent suport català, culminarien amb el setge i capitulació de Barcelona davant de Joan Josep d'Àustria (13 d'octubre de 1652).
Des d'aleshores, els castellans donaren la guerra per acabada, però els francesos controlaven els comtats de Catalunya Nord i la plaça de Roses, des d'on, amb el suport de miquelets catalans, efectuaven incursions al sud, des de l'Empordà fins a les portes de Barcelona, a Solsona i a Berga, a la Seu d'Urgell. La guerra continuava, si bé amb menor intensitat. A la part de Catalunya sota el seu control continuaven nomenant virreis i mantenien una Generalitat addicta. El 1654 els espanyols intentaren posar setge a Roses, però el príncep de Conti, nou virrei francès, els obligà a renunciar-hi.
Mentrestant s'iniciaren converses de pau, que culminarien en el Tractat dels Pirineus (1659) i en les quals els francesos aconseguiren l'anhelada annexió dels comtats de Rosselló i, en part, de Cerdanya i intentaren sense èxit la de la preuada plaça de Roses, que finalment van haver d'evacuar.
Durant els catorze anys d'ocupació, els francesos emprengueren reformes importants en les defenses de la Ciutadella de Roses, dirigides per l'enginyer D'Agencourt, que milloraren la resistència de la fortalesa per la banda oest, precisament per on havien aconseguit prendre-la. També disposaren el trasllat de la població, contrària als nous amos, fora de les muralles, en un raval que de moment no es consolidà. Amb l'establiment de la frontera a la serra de l'Albera, Roses va quedar en la primera línia de defensa de la Monarquia Hispànica, la qual hi va planificar millores que les dificultats financeres amb prou feines van permetre concretar més que en la construcció d'un hospital militar.

## El setge de 1645 en l'art
Els francesos editaren, l'any 1645, una sèrie de medalles commemoratives de la presa de Roses, elaborades en discos de bronze de 41 mm de diàmetre pel gravador del rei Jean Mauger: 
- I. A l'anvers té representada l'efígie de perfil del jove Lluís XIV amb la llegenda LUDOVICUS XIIII REX CRISTIANISSIMUS i el nom de l'autor, I[OHANNES] MAVGER F. Al revers, la proa d'una nau batuda pels quatre vents que porta a sobre una branca florida, símbol dels rodis i de Roses, la llegenda RHODA CATALON[IAE] CAPTA i l'any MDCXLV.
- II. A l'anvers, l'efígie de Lluís XIV jove amb la llegenda LUD[OVICUS] XIIII FR[ANCIAE] ET NAV[ARRAE] REX CHRISTIANISS[IMUS] i el nom de l'autor, I[OHANNES] MAVGER F. Al revers, els mateixos elements que a l'anterior.
- III. A l'anvers els mateixos elements que a la núm. I. Al revers, el déu Mart, amb una espasa a la mà dreta, ajuda a aixecar-se la vila de Roses agenollada, personificada per una dona amb corona mural, que li presenta un escut amb les seves armes, tot sobre un fons en què es veu el mar i el port. Al voltant, la llegenda RHODA CATALONIAE CAPTA, el nom de l'autor d'aquest dibuix, D. V. (Duvivier) i la data XXVIII MAII MDCXLV.

L'enginyer militar francès Sébastien de Pontault de Beaulieu dibuixà un mapa del setge per a una obra commemorativa de les victòries de Lluís XIV, en el qual hi ha representada l'estratègia de l'atac. Aquest mapa, de més bellesa que exactitud topogràfica, és un dels primers documents cartogràfics que es conserven de la zona i inclou un dels plànols més antics de la Ciutadella de Roses.

## El cementiri militar
L'any 2003, en el decurs d'unes obres a la carretera C-260 de Roses a Figueres, a la sortida oest de Roses, a l'alçada del trencant de Vilajuïga (àrea que correspon amb la situació del campament francès l'any 1645), es localitzaren restes d'un enterrament col·lectiu, només molt parcialment excavat, que ha estat identificat com el dels caiguts francesos durant aquest setge.